# Carl Wesenberg-Lund

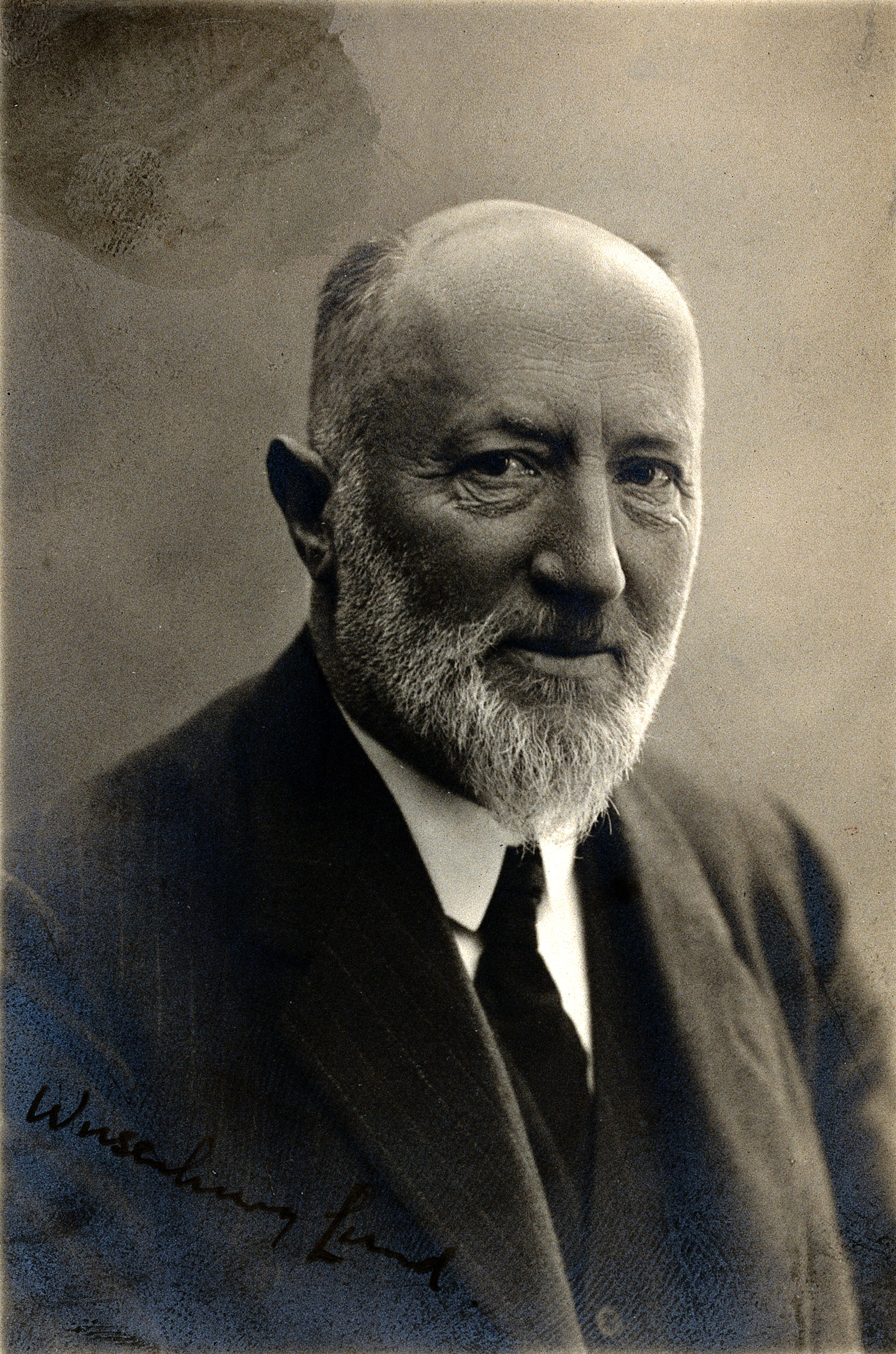
C. J. Wesenberg-Lund

Carl Jørgen Wesenberg-Lund (* 22. Dezember 1867 in Kopenhagen; † 12. November 1955) war ein dänischer Biologe und Limnologe. Wesenberg war der Name der Mutter, Lund der des Vaters.

## Leben und Wirken
Wesenberg-Lund wurde 1887 Student und 1893 Magister der Zoologie sowie Assistent bei der Königlichen Veterinär- und Landwirtschaftsschule seiner Heimatstadt. Mit Unterstützung des Staates und der Carlsberg-Stiftung richtete er ein Laboratorium für die Untersuchung der Biologie des Süßwassers in Hillerød ein, dessen Leiter er wurde. Wesenberg-Lund untersuchte sowohl Pflanzen als auch Tiere (hauptsächlich) des Süßwassers und veröffentlichte seine Ergebnisse etwa in der Schrift Plankton investigations of Danish lakes (1900–1908). Große Verbreitung im deutschsprachigen Raum dank Übersetzungen und Edierung durch Otto Storch fanden die beiden Werke Biologie der Süsswassertiere (1939) und Biologie der Süsswasserinsekten (1943), die noch längst nicht überholt sind und daher immer wieder neu aufgelegt werden.

## Ehrungen
1938 wurde er zum Mitglied der Deutschen Akademie der Naturforscher Leopoldina gewählt. 1942 erhielt er die Naumann-Medaille. Seit 1935 war er korrespondierendes Mitglied der Preußischen Akademie der Wissenschaften.

## Schriften (Auswahl)
- Paarung und Eiablagen der Süßwasserinsekten, Wohnungen und Gehäusebau der Süßwasserinsekten. In: Fortschritte der Naturwissenschaft. 1912.
- Insektlivet i ferske vande. 1915.
- Furesöstudier. 1917 (zusammen mit anderen Biologen).
- Contributions to the biology of the danish Culicidae. 1920.